# Ovalle
Ovalle é uma comuna e capital da província de Limarí, localizada na Região de Coquimbo, Chile. Possui uma área de 3.834,5 km² e uma população de 98.089 habitantes (2002). 